# Brian Part
Brian Part (* 24. März 1962 in Los Angeles, Kalifornien) ist ein US-amerikanischer Schauspieler und Musiker, der vor allem durch seine Rolle als Adoptivsohn von Mr. Edwards (Victor French) in der Familienserie Unsere kleine Farm (Little House on the Prairie) bekannt geworden ist. 

## Leben und Karriere
Brian Part wollte bereits mit fünf Jahren Schauspieler werden. Als er zehn Jahre alt war, starb sein Vater. Vor seinem Tod hatte er Brians Mutter gebeten, das Interesse des Sohnes an der Schauspielerei und an Motorradrennen zu fördern. 1975 erhielt Part in der Serie Unsere kleine Farm die Rolle des Carl Sanderson, jüngster Sohn der Witwe Julia Sanderson, gespielt von Patricia Neal. Sein ältester Bruder John junior wurde von Radames Pera und seine Schwester Alicia von Kyle Richards gespielt. Nach dem Tod der Mutter werden er und seine Geschwister von Isaiah Edwards (Victor French) und Grace Snider (Bonnie Bartlett) adoptiert. Part soll diese Rolle geliebt haben, auch wenn er die Originalbücher von Laura Ingalls Wilder nie gelesen hatte. Sein Filmvater Victor French blieb für ihn ebenso eine Vaterfigur wie Michael Landon.
1978 hatte Part eine kleine Rolle in Der Sieg der Sternenkinder, einem Fantasyfilm mit Bette Davis und Christopher Lee. 1983 spielte er in der Komödie Max Dugans Moneten die Rolle des Kevin Costello, was seine bisher letzte Rolle bleiben sollte. 
Im Alter von 20 Jahren gab Brian Part die Schauspielerei auf und konzentrierte sich in der Folgezeit mehr auf die Musik. Mehrere Jahre war er Sänger der Band Silent Stranger. 1994 heiratete er seine Frau Melody, mit der er zusammen unter dem Namen The Parts auftritt.

## Filmografie
- 1975: Lucas Tanner (Fernsehserie; Folge Collision)
- 1975: Die Waltons (Familienserie; Folge Die Prophezeiung)
- 1975–1977: Unsere kleine Farm (Little House on the Prairie; Familienserie, 19 Folgen)
- 1978: Der Sieg der Sternenkinder (Return from Witch Mountain)
- 1979: Projekt UFO (Fernsehserie)
- 1981: Eight Is Enough (Fernsehserie)
- 1981: Unter der Sonne Kaliforniens (Knots Landing; Fernsehserie)
- 1983: Max Dugans Moneten (Max Dugan Returns)